# Ogliastro Marina

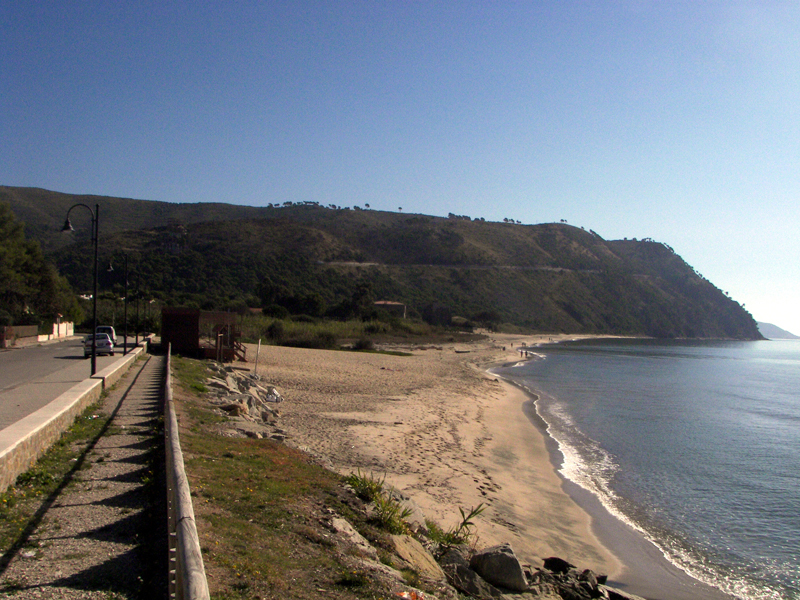
Ogliastro Marina

Ogliastro Marina ist ein italienischer Küstenort im Cilento mit etwa 800 Einwohnern. Er ist ein Ortsteil der Gemeinde Castellabate in der Provinz Salerno (Kampanien).
Der Ort liegt auf 20 m s.l.m., die Postleitzahl ist 84048 und die Vorwahl ist (+39) 0974. Das Demonym für die Einwohner ist Ogliastresi.

## Geografie
Ogliastro Marina ist der südlichste Ortsteil von Castellabate. Der Wildbach Rio dell'Arena trennt ihn von Casa del Conte, einem Ortsteil von Montecorice. Seit 1991 ist der Ort Bestandteil des Nationalpark Cilento und Vallo di Diano sowie Mitglied der Costiera Cilentana.

## Fauna
Im August 2006 hat eine Meeresschildkröte ihre Eier auf dem weißen Strand von Ogliastro (Bild) abgelegt. Im September schlüpften die nicht näher bestimmten Schildkröten. Dies stellte ein für diese Gegend eher seltenes  Naturereignis dar.